# Salvelinus namaycush
 (septembre 2017).
Espèce
Statut de conservation UICN

 NE  : Non évalué
Le touladi (Salvelinus namaycush) est un poisson d'eau douce de la famille des ombles, typique des  grands plans d'eau oligotrophes de l'Amérique du Nord. Il est aussi communément appelé truite grise, truite de lac ou omble du Canada. Le touladi est une espèce prisée comme poisson-trophée ainsi que comme source d'alimentation.

## Description
Le touladi est un des plus grands salmonidés avec le saumon Chinook et le taimen. La croissance du touladi varie en fonction de la nourriture disponible et de la latitude du plan d’eau. Il peut vivre au-delà de 40 ans, atteindre plus de 1 m de longueur et peser plus de 30 kg. Le record mondial est de près de 46,3 kg.
Il présente un long corps grisâtre parsemé de petites taches pâles et plutôt rondes. Ces taches s'allongent et prennent la forme de mouchetures sur sa tête aplatie, sa nageoire dorsale et sa nageoire caudale, qui est très fourchue. Ses nageoires pectorales et pelviennes sont bordées d'une bande blanche. Sa livrée varie quelque peu en fonction des conditions de température et de lumière. Sa couleur passe du gris olive très foncé sur le dos vers un gris olive plus pâle sur les côtés, qui change en jaune pâle au niveau de l'abdomen.
Le touladi est originaire de l'Amérique du Nord. Il se retrouve dans la majorité de l'étendue du Canada, ainsi qu'en Alaska, et les États américains entourant les Grands Lacs. Il a été introduit dans plusieurs lacs d'Europe dès 1881, ainsi qu'en Amérique du Sud et en Nouvelle-Zélande.
Le touladi requiert une eau froide et bien oxygénée. Les touladis sont pélagiques, surtout durant l'été où l'eau des lacs se stratifie et où on les retrouve à 20 ou 60 mètres de profondeur. Ils chassent alors dans la thermocline les ciscos de lac ou les éperlans de lac. Sauf quelques rares exceptions, il ne fréquente pas les rivières ni les milieux marins .
Le touladi est un poisson à croissance lente, typique des eaux oligotrophes. La maturité survient tard (particulièrement pour un omble) entre 6 et 16 ans d'âge selon l'habitat et les ressources alimentaires disponibles. Particulièrement longévif, il peut vivre jusqu'à 30 ans (max 50 ans). Ces particularités le rendent très vulnérable à la surexploitation par la pêche. Beaucoup de populations de touladis ont été sévèrement compromises, ou sont maintenues uniquement grâce à l'ensemencement.
Une pêche commerciale existait dans les Grands Lacs mais le touladi fut décimé par l'introduction des lamproies marines, la surpêche et la pollution. Une pêche commerciale existe toujours au Canada notamment au Grand lac des Esclaves et le Grand lac de l'Ours.

## Répartition

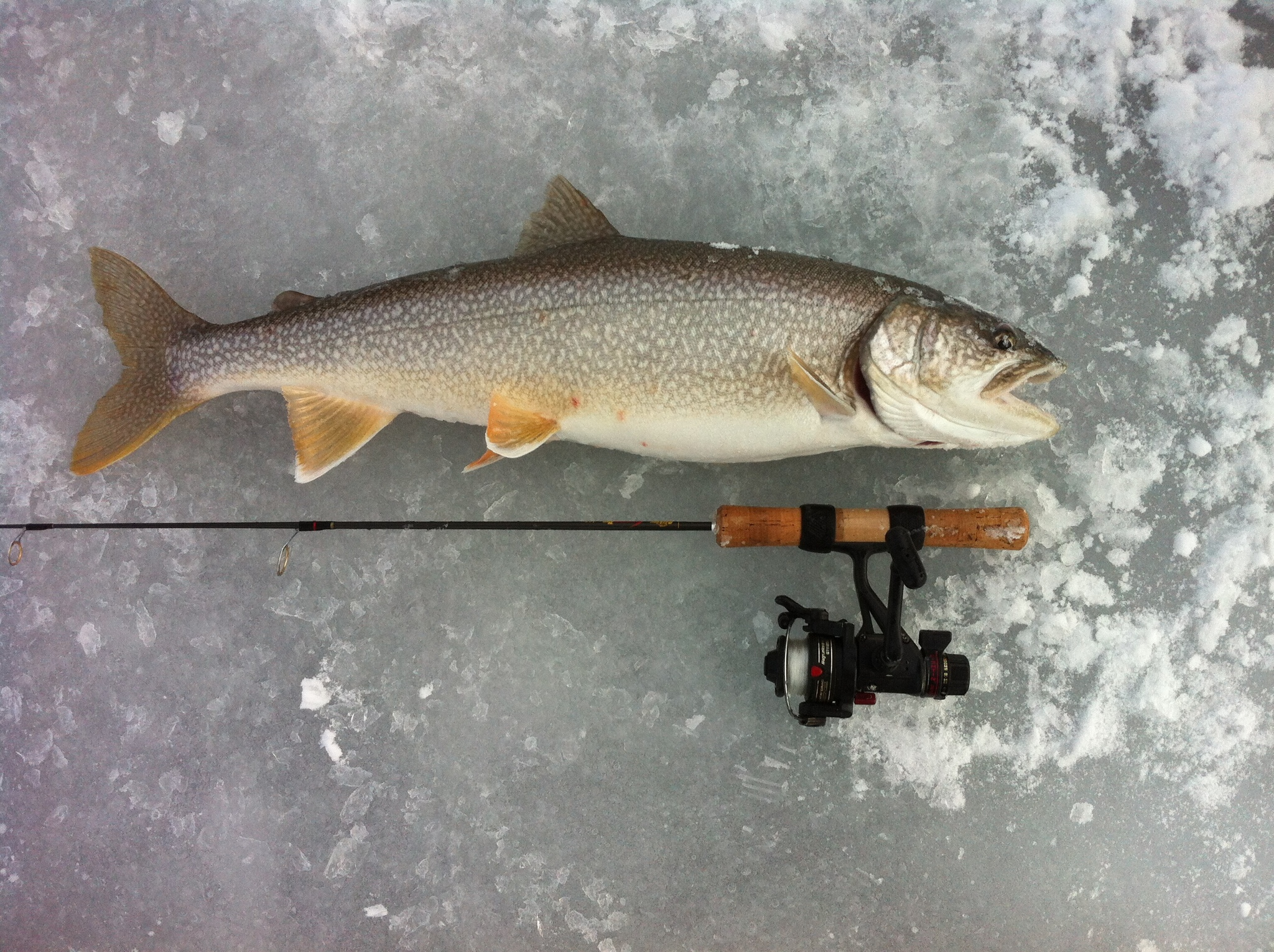
Capturé en pêche sur glace au Lac Supérieur.

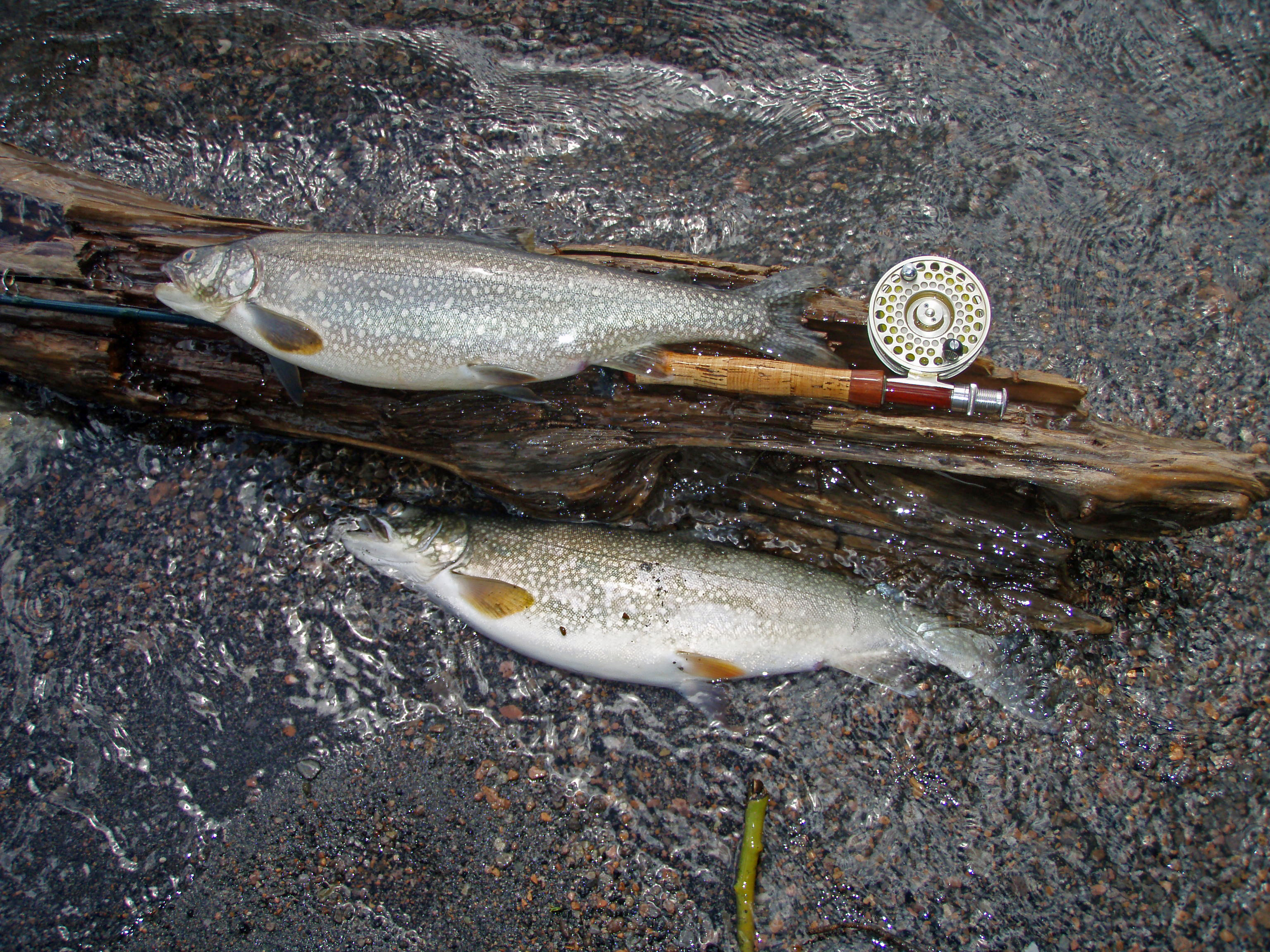
Deux spécimens attrapés au Lac Yellowstone, où il a été introduit et est considéré invasif.

Le touladi est une espèce montrant une grande variabilité de formes et de particularités écologiques. Dans les lacs de tailles petite à moyenne de son aire de répartition, il est généralement reconnus qu'il existe deux types (ou écotypes) de populations de touladis. Dans les lacs qui sont dépourvus de poissons fourrage comme l'éperlan arc-en-ciel ou le cisco, le touladi aura une alimentation constitué de zooplancton et d'invertébrés benthiques. Ces populations planctophages sont constituées de spécimens de petites taille, démontrant une maturité hâtive, mais une abondance plus importante .  Dans le cas où le lac contient des poissons fourrages pélagiques, le touladi est un poisson piscivore vorace qui atteindra la grande taille qu'on lui connait. Ses populations seront en revanche moins abondante. La densité de biomasse semble être constante dans les lacs à touladi piscivore ou planctophage. Ces écotypes sont vraisemblablement une expression de l'adaptation locale de ces populations, et leur intrégrité pourrait être perturbés par les mesures de gestion tel que l'ensemencement,. 
Dans le Lac Supérieur, trois écotypes distincts de touladis existent. Ils sont communément connus sous le nom de « siscowet », « humper » et  « lean ». Les trois variétés sont distinctes génétiquement et définies, du moins en partie, par l'adaptation à leur environnement. La population de Siscowet, spécifiquement, a beaucoup diminué à cause de la raréfaction de certains poissons des profondeurs (coregonine) et de leur surexploitation. Cette variété a tendance à atteindre une grande taille et démontré un taux de grand élevé, ce qui la rendait très intéressante pour les pêcheurs commerciaux du XXe siècle. La population de Siscowet montre une croissance de son abondance depuis les années 1970, avec une estimation de plus de 100 millions d'individus dans le Lac Supérieur.
D'un point de vue zoogéographique, le touladi est relativement rare. Il est originaire seulement des parties nordiques de l'Amérique du Nord, principalement du Canada, de l'Alaska et du nord-est des États-Unis. La répartition du touladi est considérée comme ayant été fortement influencée par les cycles glaciaires du Pléistocène. Incidemment, il existe une grande similarité entre la distribution de l’espèce et la couverture l'étendue de la couverture de glace du dernier ère glaciaire . Le touladi a été introduit dans plusieurs autres parties du monde, principalement en Europe, mais aussi en Amérique du Sud et certaines régions de l'Asie. À titre d'exemple de sa relative rareté, l'Ontario possède 25 % des lacs habités par le touladi. Malgré tout, seulement 1 % des lacs ontariens contiennent des touladis.

## Hybridation
Il arrive que le touladi (aussi appelée truite de lac) s'hybride avec la truite mouchetée, ce que l'on appelle la truite moulac ou lacmou. Ces hybrides sont généralement stériles, mais peuvent également se révéler très fertiles. Ces hybrides ont également été artificiellement créés pour ensemencer des lacs pour la pêche sportive.

## Étymologie
L'épithète spécifique namaycush provient vraisemblablement des Amérindiens, plus précisément un langage algonquin (cf. Ojibway : namegos = « truite grise » ; namegoshens = « truite arc-en-ciel »). Le nom touladi est d'origine incertaine mais possiblement amérindienne, issue de langues telles que le huron, le montagnais, le micmac et l'abénaquis. Le nom cristivomer provient de son ancienne appellation taxonomique Cristivomer namaycush, et fait référence à la dentition en croix (cristi) que présente le touladi en son palais (vomer).

## Pêche sportive
Le touladi est une espèce très recherchée des pêcheurs pour les combats qu'elle livre. Il existe plusieurs techniques pour pêcher cette espèce soit au jig, à la traîne et au lancer.
La pêche à la traîne est le type de pêche le plus pratiqué et permet de faire la pêche de beaux spécimens qui sont généralement plus en profondeur.
Il existe plusieurs types de leurres, mais les plus propices à la capture d'un touladi sont les poissons-nageurs, les cuillères et les jigs.